# Kingswood
Kingswood ist eine Stadt in South Gloucestershire im Südwesten Englands. Es handelt sich um eine östliche Vorstadt von Bristol an der A 420 von Bristol nach Oxford. Kingswood hat 62.679 Einwohner (2001).

## Namensgebung, Geschichte, Beschreibung
Der Name der Stadt erklärt sich aus der Tatsache, dass die Gegend früher als Jagdrevier des englischen Königs (Königs-Wald) genutzt wurde. Heute ist die Stadt vor allem durch den Kingswood Park bekannt, der über eine sehenswerte Sammlung von Blumen und Bäumen verfügt.
Ursprünglich eine kleine Landgemeinde, wurde Kingswood zur Zeit der frühen Industrialisierung eine Stadt der Steinkohleförderung. Früh formierte sich hier auch eine selbstbewusste Arbeiterbewegung, die auch das Ziel von Missionsversuchen des Gründers der Methodisten, John Wesley, waren, der seit 1739 den Bergarbeitern unter freiem Himmel predigte.
Bis 1974 gehörte Kingswood administrativ zu Gloucestershire, kam dann aber zum neu gebildeten County of Avon mit dem Verwaltungsmittelpunkt Bristol. Dieses County wurde 1996 aufgelöst und Kingswood South Gloucestershire zugeordnet.
Kingswood ist Geburtsort des Komponisten und Dirigenten Eric Ball (1903–1989) und des Fußballspielers und -trainers Ian Holloway (* 1963).